# Montebello (Nova York)
Montebello és una població dels Estats Units a l'estat de Nova York. Segons el cens del 2000 tenia 3.688 habitants.

## Demografia
Segons el cens del 2000, Montebello tenia 3.688 habitants, 1.163 habitatges, i 1.023 famílies. La densitat de població era de 326,6 habitants/km².
Dels 1.163 habitatges en un 49,9% hi vivien nens de menys de 18 anys, en un 81,7% hi vivien parelles casades, en un 4,8% dones solteres, i en un 12% no eren unitats familiars. En el 9,6% dels habitatges hi vivien persones soles el 3,9% de les quals corresponia a persones de 65 anys o més que vivien soles. El nombre mitjà de persones vivint en cada habitatge era de 3,14 i el nombre mitjà de persones que vivien en cada família era de 3,36.
Per edats la població es repartia de la següent manera: un 32,1% tenia menys de 18 anys, un 4,3% entre 18 i 24, un 28,1% entre 25 i 44, un 27,3% de 45 a 60 i un 8,2% 65 anys o més.
L'edat mediana era de 38 anys. Per cada 100 dones de 18 o més anys hi havia 92,6 homes.
La renda mediana per habitatge era de 116.600 $ i la renda mediana per família de 114.890 $. Els homes tenien una renda mediana de 87.058 $ mentre que les dones 41.250 $. La renda per capita de la població era de 44.098 $. Entorn del 2,4% de les famílies i el 3,3% de la població estaven per davall del llindar de pobresa.